# 第101装甲輸送隊

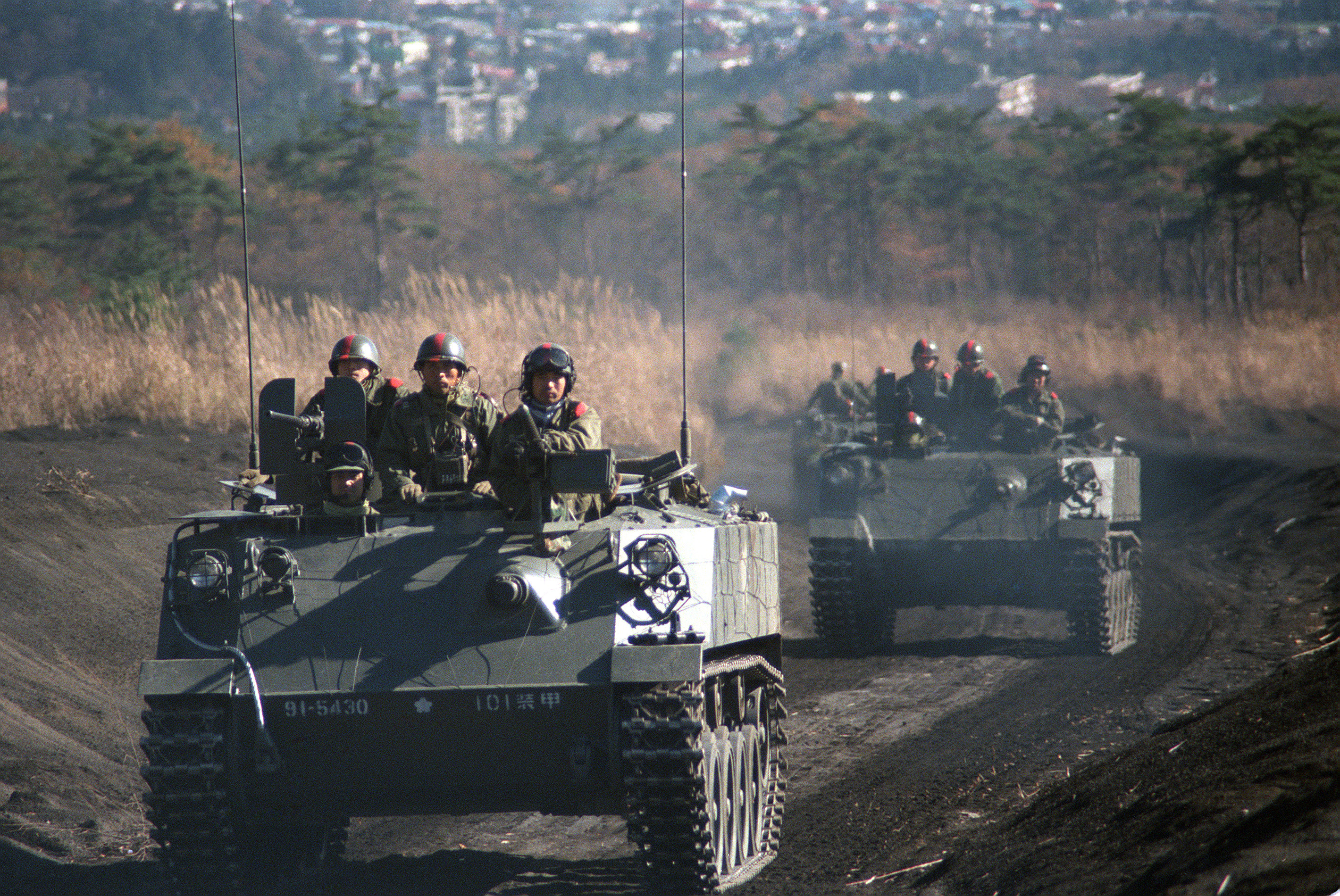
第101装甲輸送隊所属の60式装甲車
1985年11月17日 富士演習場における撮影

第101装甲輸送隊（だいいちまるいちそうこうゆそうたい）は、陸上自衛隊滝ヶ原駐屯地に駐屯していた東部方面隊隷下の機甲科（輸送）部隊で1988年（昭和63年）3月25日に廃止された。

## 概要
創設以来、陸上自衛隊においては一部の部隊を除いて装甲化されておらず、装甲兵員輸送車（自衛隊での呼称は「装甲車」）を装備していない普通科部隊などの輸送、戦車への随伴を目的に、装甲車のみを装備し必要に応じて普通科部隊に装甲輸送力を提供するための部隊として編成されていた。陸上自衛隊朝霞駐屯地（朝霞訓練場）で行われる中央観閲式にも毎回参加していた。
略称は「101APC」。車両の表示は「101装甲」。

## 沿革
- 1968年（昭和43年）8月1日：東部方面隊直轄部隊として第101装甲輸送隊が滝ヶ原駐屯地において編成完結。
- 1988年（昭和63年）3月25日：第101装甲輸送隊（滝ヶ原駐屯地）が廃止。廃止後は富士教導団普通科教導連隊第4普通科中隊および第5普通科中隊に編入。

## 部隊編成
- 第101装甲輸送隊本部
  - 総務班
  - 訓練班
  - 管理班
- 第1装甲輸送小隊
- 第2装甲輸送小隊
- 第3装甲輸送小隊
- 第4装甲輸送小隊
- 補給整備小隊（人員は約60名程度）
  - 小隊本部
  - 装輪整備班
  - 装軌車整備班
  - 補給整備班

装備車両の部隊表示は全て「101装甲」。

## 歴代主要装備
- 60式装甲車